# 陳炳極
陳炳極（？—？），字杰峰，貴州貴筑人，清朝政治人物。嘉庆十九年（1814年）甲戌科二甲進士。

## 生平
嘉庆年间任霞浦县知县。道光十一年（1831年），陳炳極接替徐必觀，於台灣擔任台灣府台灣縣知縣。管轄約今台灣南部之嘉義縣、嘉義市、台南縣、市全境及高雄縣部份區域。